# Northamptonshire
Northamptonshire (forkortes Northants.) er et ceremonielt grevskab med to unitary authorities, North Northamptonshire og West Northamptonshire, og indtil 1. april 2021 et administrativt grevskab i East Midlands, der blev administreret af Northamptonshire County Council, som blev nedlagt, da de to købstadskommuner blev oprettet.

## Administrativ opdeling
Grevskabet var delt i syv kommuner (districts), som hørte under grevskabsrådet (Northamptonshire County Council). Fra 1. april 2021 blev kommunerne slået sammen til to unitary authorities (købstadskommuner), North Northamptonshire  (over 359.500 indbyggere (folketælling 2021)), bestående af de fire tidligere kommuner Corby, Kettering, East Northamptonshire og Wellingborough, og West Northamptonshire (over 425.700 indbyggere (2021)), bestående af de tre tidligere kommuner Daventry, Northampton og South Northamptonshire sidstnævnte med byerne Brackley og Towcester, og Northamptonshire County Council blev nedlagt

## Geografi
Grevskabet grænser op til otte andre grevskaber: Warwickshire mod vest, Leicestershire og Rutland mod nord, Cambridgeshire mod øst, Bedfordshire mod sydøst, Buckinghamshire mod syd, Oxfordshire mod sydvest og Lincolnshire, som der er en blot 19 meter lang grænse til mod nordøst.

### Byer
| Rang | Navn           | Indbyggertal   | Tidligere Borough/District council      |
| ---- | -------------- | -------------- | --------------------------------------- |
| 1    | Northampton    | 249,093 (2021) | Northampton Borough Council             |
| 2    | Corby          | 75,571 (2021)  | Corby Borough Council                   |
| 3    | Kettering      | 63,150 (2021)  | Kettering Borough Council               |
| 4    | Wellingborough | 56,564 (2021)  | Borough Council of Wellingborough       |
| 5    | Rushden        | 31,690 (2021)  | East Northamptonshire District Council  |
| 6    | Daventry       | 28,123 (2021)  | Daventry District Council               |
| 7    | Brackley       | 16,159 (2021)  | South Northamptonshire District Council |
| 8    | Towcester      | 11,524 (2021)  | South Northamptonshire District Council |

## Seværdigheder
- 78 Derngate (Charles Rennie Mackintosh designed house in Northampton)
- All Saints, Northampton
- Althorp
- Apethorpe Palace
- Bannaventa
- Barnwell Castle
- Barnwell Country Park
- Barnwell Manor (former home of the Dukes of Gloucester)
- Billing Aquadrome
- Borough Hill Daventry (Iron Age hill fort)
- Borough Hill Roman villa
- Boughton House (home of the Dukes of Buccleuch)
- Blisworth tunnel
- Brackley (historic market town)
- Brampton Valley Way (linear park on a disused railway line)
- Brixworth Church (notably complete Anglo Saxon church)
- Brixworth Country Park
- Burghley House (home of the Marquess of Exeter)
- Canons Ashby House
- Canons Ashby Priory
- Castle Ashby (home of the Marquess of Northampton)
- The Castle Theatre (Wellingborough)
- Coton Manor Garden
- Cottesbrooke Hall
- Daventry Country Park
- Deene Park (home of the Marquess of Ailesbury)
- Delapré Abbey
- Derngate and Royal Theatre (Northampton)
- Drayton House
- Earls Barton Church
- Easton Neston
- Fermyn Woods Country Park
- Fotheringhay Castle & Church
- Franklin's Gardens
- Geddington's Eleanor cross
- Holdenby House
- Holy Sepulchre, Northampton (Norman Round church)
- Irchester Country Park
- Jurassic Way (long-distance footpath, Midshires Way section)
- Kelmarsh Hall
- Kirby Hall
- Knuston Hall
- Lamport Hall
- Lilford Hall
- Lyveden New Bield
- Nassington Prebendal Manor House
- Naseby Field
- Northampton & Lamport Railway
- Northampton Cathedral
- Northampton Guildhall
- Northampton Museum and Art Gallery
- Northamptonshire Ironstone Railway
- Oundle (historic market town)
- Piddington Roman Villa
- Pitsford Reservoir
- Raunds (historic market town)
- Raunds Church (home of the Raunds Wall Paintings and a 15th cent Mechanical Clock)
- Roadmender (live music venue)
- Rockingham Castle
- Rockingham Forest
- Rockingham Motor Speedway
- Rushden Hall
- Rushden, Higham and Wellingborough Railway
- Rushden Station Railway Museum
- Rushton Triangular Lodge
- St Peter’s, Northampton (notably complete and fine example of Norman architecture)
- Salcey Forest
- Silverstone Circuit
- Slapton Church (home of The Slapton Wall Paintings)
- Southwick Hall
- Stanwick Lakes
- Stoke Bruerne Canal Museum
- Sulgrave Manor (historic home of George Washington’s family, now run by the United States government)
- Summer Leys nature reserve
- Syresham
- Sywell Country Park
- Towcester Museum
- Watford Locks
- Wellingborough Museum
- Whittlewood Forest
- Wicksteed Park

## Eksterne links
- Wikimedia Commons har flere filer relateret til Northamptonshire

52°18′N 0°48′V / 52.3°N 0.8°V